# Dwaj panowie z Werony
Dwaj panowie z Werony (ang. The Two Gentlemen of Verona) – komedia autorstwa Williama Shakespeare’a, napisana na wczesnym etapie jego kariery. Jest często krytykowana przez ekspertów, rzadko wystawiana na scenie.

## Źródła utworu
Źródłem do napisania Dwóch panów... był fragment Diany, dzieła portugalskiego pisarza, Jorge de Montemayora. Być może Szekspir czytał tłumaczenie tego utworu, bardziej prawdopodobne jest jednak to, że widział sztukę (obecnie zaginioną) napisaną na jego podstawie i wystawianą w Londynie w 1585 roku.

## Inscenizacja i publikacja
Nie jest znana dokładna data powstania tego utworu, powszechnie przyjmuje się jednak, że były to lata 90. XVI w., na pewno jednak powstał przed rokiem 1598, gdyż wtedy to została wydana lista sztuk, zawierająca tę pozycję. W druku ukazała się po raz pierwszy w Pierwszym Folio, w 1623 roku.
Nic nie wiadomo o przedstawieniach w Londynie, które odbyłyby się przed rokiem 1642 (jest to data zamknięcia teatrów w Anglii). Najwcześniejsza znana data wystawienia tej sztuki to rok 1762.
Dwaj panowie... są rzadko wystawiani na scenie; częściej jednak można ich zobaczyć w Europie kontynentalnej niż w krajach anglojęzycznych.

## Przegląd treści
Tematem utworu są zależności pomiędzy przyjaźnią pomiędzy dwoma mężczyznami i miłością. Jest to często poruszany temat w dobie renesansu. Stawiano sobie pytanie o to, które z uczuć jest ważniejsze. Wielu wyżej stawiało przyjaźń, gdyż pozbawiona była seksualnych podtekstów. To tłumaczy scenę, w której Valentine oddaje Proteusowi Sylwię dla ratowania ich przyjaźni.
Tytułowi bohaterowie to Valentine i Proteus. Valentine wyrusza do Mediolanu, aby tam szukać nowych, życiowych doświadczeń. Gani Proteusa za to, że ten koncentruje się bardziej na miłości, niż na rozwoju umysłowym. Wkrótce ojciec Proteusa postanawia, że wyśle swego syna także do Mediolanu. Po pełnym łez pożegnaniu ze swoją narzeczoną, Julią, dołącza do Valentine'a. Ten jest zakochany w Sylwii, córce księcia. Na nieszczęście, Proteus także zakochuje się w Sylwii i robi wszystko, co w jego mocy, aby się do niej zbliżyć. W tym czasie Julia postanawia, że przebrana za chłopaka pojedzie do Mediolanu, aby spotkać się tam ze swoim ukochanym. Tam odkrywa spisek, postanawia, że jako paź będzie służyć Proteusowi i jednocześnie zastanowi się nad zemstą. Sztuka kończy się konfrontacją, w której Proteus próbuje zgwałcić Sylwię w lesie, ratuje ją Valentine, który jednak w geście przyjaźni oddaje ją Proteusowi. Ujawnia się tożsamość Julii. Proteus przypomina sobie, kogo w rzeczywistości kocha i wraca do swojej dawnej ukochanej.

## Powiązania z innymi utworami Szekspira
- Valentine próbuje chronić Sylwię przed zaborczym ojcem, tak, jak czyni to Romeo w utworze Romeo i Julia
- Problem przyjaźni między mężczyznami i miłości do kobiety jest poruszany także w Dwóch szlachetnych krewnych
- Finałowe sceny odbywają się w lesie, podobnie jest we Śnie nocy letniej
- Pojawia się motyw kobiety przebranej za mężczyznę, tak samo jak w Wieczorze Trzech Króli i Jak wam się podoba
- W utworze tym pojawiają się postaci, których charakter przypomina postaci z Kupca weneckiego